# 22837 Richardcruz
22837 Richardcruz è un asteroide della fascia principale. Scoperto nel 1999, presenta un'orbita caratterizzata da un semiasse maggiore pari a 2,2935502 UA e da un'eccentricità di 0,1607341, inclinata di 8,40961° rispetto all'eclittica.